# Urychlovač kompostu
Biologické nebo chemické přípravky – urychlovače kompostu, jsou pomocným nástrojem pro urychlení tvorby kvalitního humusu na domácím kompostu. Mají řadu podob, jako jsou například sušená močovina nebo granule, postupně uvolňující užitečné bakterie a urychlující jejich nástup. Nejčastěji se sypou na ukončenou vrstvu kompostu a zalévají se nebo přímo ředí v určitém poměru s vodou a až následně aplikují.

## Kdy použít urychlovače
Urychlovače je vhodné použít v případě, že uživatel nemá s kompostováním příliš mnoho zkušeností nebo proto, že na kompostu přibylo větší množství odpadu stejného druhu. Další možností je nevhodné složení kompostu, které tak narušuje plynulý hnilobný proces. Užití urychlovačů je také vhodné v případě, že je potřeba v krátkém časovém horizontu vyprodukovat větší množství humusu. Obecně lze tvrdit, že urychlovače jsou vhodné především pro menší komposty.
Je-li ale doma k dispozici například plastový kompostér s dobrým provzdušněním a schopností udržovat vhodnou teplotu (některé zdroje uvádějí až 70 °C) a vlhkost (50 – 60 %), pak s největší pravděpodobností urychlovač nebude potřeba.

## Možná nebezpečí urychlovačů
Na urychlovačích kompostu jsou k nalezení bezpečnostní pokyny, které varují před rizikem inhalace. Ty mohou způsobit podráždění nebo alergickou reakci. Při zasažení zrakového ústrojí nebo kůže se takové místo má jednoduše opláchnou, při požití vypláchnout ústa nebo krk vodou. Žádné velké zdravotní riziko však nehrozí.

## Hlavní typy urychlovačů
- Granulovaný hnůj
- Močovina
- Přírodní urychlovače kompostu

## K čemu urychlovače neslouží
Před nákupem urychlovačů je dobré vědět, co urychlovače kompostů neumí nebo nenahradí. Nelze od nich očekávat tvorbu kvalitního humusu v horizontu jednoho týdne a jejich aplikace neznamená pouhý posyp kompostu. Je totiž nutné použít vodu nebo kompost přeházet – konkrétní postup při použití se nachází i s dalšími informacemi na obale nebo příbalovém letáčku.
V žádném případě použití urychlovačů kompostu neznamená, že na kompost lze házet veškerý biologicky rozložitelný odpad. I při jejich aplikaci je nutné dbát na to, co a v jaké míře se do kompostu dává, aby nedošlo k narušení (nebo jen minimálně) optimálního poměru dusíku a uhlíku 1:30. Tento poměr je však velmi variabilní a odvíjí se od skladby kompostu. Ze stejného důvodu tak není ani za přítomnosti urychlovačů možné na kompost odložit celou úrodu shnilých brambor, jablek nebo jiných plodin, jelikož by došlo k pozastavení mineralizace a z humusu tak vznikla toxická[zdroj?] hmota, která by na zahrádce nemohla být použita.